# Липо Вани
Лѝпо Вàни (на италиански: Lippo Vanni, † вероятно 14 век) е италиански художник от Сиенската школа, документиран в Сиена през 1341-1375 г.

## Биография и творчество
Липо Вани е брат на Андреа Вани и като своя брат е не само художник, но и политик, заемащ няколко длъжности в сиенското правителство, включително и в състава на сиенския Съвет на Дванадесетте.
В сиенските архивни документи се споменава името му за първи път през 1344 г., когато болницата „Санта Мария дела Скала“ му поръчва илюстрации на „Книгата на хоралите“. След време тази история приема криминален обрат: Липо взема тази книга и я залага, и то така, че собственикът – болницата се принуждава да си върне ръкописа с помощта на съдебно искане и войници. Сега е трудно да се каже доколко е вярна тази история. Едва ли Липо е обикновен примитивен крадец. По-скоро на него не му се е отдало просто да се договори за устройваща го цена за своята работа.
Липо Вани израства със сиенската художествена традиция в началото на Треченто. В своите творби той демонстрира силно влияние от Липо Меми, Симоне Мартини, братя Амброджо и Пиетро Лоренцети и Николо ди Сер Соцо. Той се занимава с миниатюра, кавалетна живопис и фреска.
Ранните произведения на Липо са почти изключително миниатюри на ръкописи. Сред тях може да се назоват Libro dei conti correnti (Сиена, Папска семинария „Пий XII“), Антинофарий (1345 г. Сиенска катедрала), „Градуал“ за Колегиалната църква в Казоле д’Елса (1345-50 г.), църковната книга „Антинофарий Бери“ (Кеймбридж, Музей „Фог“).
Творби, които се приписват на Липо Вани през 1350-60 г., включват „Мадоната с Младенеца“ (Перуджа, Национална галерия на Умбрия), миниатюрите към Chorales del Seminario (Сиена, Семинария на Понтификата на Пий XII), ръкопис „Антифонарий“ (Сиенска катедрала) и фреската „Мадоната с Младенеца и четирима светии" в параклиса Мартиноци на базиликата „Сан Франческо“, която е изпълнена като олтарен полиптих с позлатена дървена рамка, предела и други детайли.

През 1360 – 70-те г. Липо Вани декорира триумфалната арка на хора и изписва серия фрески „Сцени от живота на Мария“, „Светци“, и „Добродетели“ в църквата „Сан Леонардо ал Лаго“ под Сиена. В същия период той изписва триптих-реликварий „Свети Доминик, св. мъченик Петър и Тома Аквински“ (1372-74 г.), който сега се пази във Ватикана (Християнски музей).
Липо Вани работи почти изключително в Сиена. Той е консервативен художник, съхраняващ сиенската традиция.